# 亞布盧尼夫卡 (波爾塔瓦區)
49°11′22″N 34°11′44″E / 49.18944°N 34.19556°E
亞布盧尼夫卡（烏克蘭語：Яблунівка），是烏克蘭中部波爾塔瓦州波爾塔瓦區科贝利亚基市镇内的村落。處於大科別利亞喬克河右岸，分別距離科利斯尼基夫卡2.5公里和科贝利亚基3公里，海拔高度73米，2001年人口35。